# 24474 Ananthram
24474 Ananthram (tên chỉ định: 2000 VE2) là một tiểu hành tinh vành đai chính. Nó được phát hiện bởi dự án Nghiên cứu tiểu hành tinh gần Trái Đất Lincoln ở Socorro, New Mexico, ngày 1 tháng 11 năm 2000. Nó được đặt theo tên Ananth Ram, an American high school student whose materials và bioengineering project won second place ở the 2008 Giải thưởng Khoa học và Kỹ thuật Intel.